# Eaux troubles (nouvelle)
Pour les articles homonymes, voir Eaux troubles.
 (septembre 2017).
Si vous disposez d'ouvrages ou d'articles de référence ou si vous connaissez des sites web de qualité traitant du thème abordé ici, merci de compléter l'article en donnant les références utiles à sa vérifiabilité et en les liant à la section « Notes et références ».
Eaux troubles (にごりえ, Nigorie) est une nouvelle japonaise écrite par Ichiyō Higuchi et parue dans la revue littéraire Bungei kurabu en septembre 1895.

## Adaptation au cinéma
- 1953 : Eaux troubles (にごりえ, Nigorie?), film japonais réalisé par Tadashi Imai